# Hydropsyche sakarawaka
Hydropsyche sakarawaka är en nattsländeart som beskrevs av Schmid 1959. Hydropsyche sakarawaka ingår i släktet Hydropsyche och familjen ryssjenattsländor. Inga underarter finns listade i Catalogue of Life.